# Ewa Synowiec (kompozytorka)
Ewa Synowiec (ur. 12 kwietnia 1942 w Krakowie, zm. 6 marca 2021 w Gdańsku) – polska kompozytorka, teoretyczka muzyki, pianistka, pedagożka.

## Życiorys
Stwierdzono u niej słuch absolutny oraz talent improwizatorski, dlatego dziadkowie i matka zaczęli ją kształcić muzycznie od 5. roku życia. Uczyła się w szkole podstawowej i w szkole muzycznej od 1949 roku. Uczyła się dwa lata w szkole muzycznej I stopnia w Krakowie, następnie przeniosła się do innej szkoły, gdzie pobierała lekcje gry na fortepianie u Heleny Goślickiej i gry na skrzypcach u J. Webera. Uczyła się następnie w Państwowym Liceum Muzycznym w Krakowie w klasie fortepianu u Ireny Rolanowskiej. Studiowała pianistykę na Państwowej Wyższej Szkole Muzycznej w Krakowie od 1961 do 1967 roku, uczyła się u Ludwika Stefańskiego, ukończyła studia z wyróżnieniem. Od 1964 do 1973 roku studiowała kompozycję u Bogusława Schaeffera. Dzięki stypendium rządu francuskiego, które uzyskała w 1967 roku, studiowała w Paryżu u Suzanne Roche oraz u Vlado Perlemuttera. 
Pracowała na etacie w Państwowej Wyższej Szkole Muzycznej w Krakowie. Następnie pracowała od 1975 roku w Państwowej Wyższej Szkole Muzycznej w Gdańsku, prowadziła tamże klasę kompozycji oraz zajęcia z teorii muzyki i fortepianu. Uzyskała stanowisko adiunkta w 1976 roku po przewodzie kwalifikowanym z kompozycji w Państwowej Wyższej Szkole Muzycznej w Krakowie na podstawie utworu Kalejdoskop na zespół smyczkowy. Uzyskała kwalifikacje II stopnia w Państwowej Wyższej Szkole Muzycznej w Krakowie na podstawie utworu Sezon w piekle na orkiestrę symfoniczną. Uzyskała stanowisko profesora nadzwyczajnego w 1991 roku.
Była członkiem Związku Kompozytorów Polskich od 1975 roku, początkowo jako członek kandydat.

## Nagrody
- wyróżnienie na Konkursie Czerwonej Róży(1966)[2]
- V miejsce w konkursie pianistycznym im. F. Liszta i B. Bartóka w Budapeszcie (1966)[2]
- II nagroda w Międzynarodowym Konkursie Muzycznym im. Marii Canals w Barcelonie (1968)[2]
- Laur Krakowskich Melomanów za działalność koncertową (1973)[2]
- Nagroda Ministra Kultury i Sztuki III stopnia (1980)[3]
- Nagroda Ministra Kultury i Sztuki I stopnia (1990)[3]

## Twórczość
Napisała około 200 utworów, tworzyła w duchu awangardowym. Około połowa dzieł stanowi grafiki muzyczne (kompozytorka bardzo słabo widziała, zob. notacja graficzna). Jej kompozycje grano m.in. na festiwalu Warszawska Jesień. Napisała pracę pt. Teatr instrumentalny Bogusława Schaeffera, którą wydano w Gdańsku w 1983 roku. Wybrane utwory:
- I kwartet smyczkowy (1966)[6]
- Kwartet »ósemkowy« (1971)[6]
- 72 na 72 instrumenty (1972)[6]
- Syntonia na 58 instrumentów smyczkowych (1976)[6]
- Sinfonietta da camera na 10-15 dowolnych wykonawców (1980)[6]
- Apokalipsa na organy lub blachę (bez waltorni) (1985)[6]
- Quasi modo na klawesyn (1987)[6]
- Elegia dla Matki na fortepian (1995)[5]
- Dziewiętnaście listów do Zmarłej na fortepian (1997)[7]
- 30 Haiku na fortepian (1999)[5]